# Apne Huye Paraye
Apne Huye Paraye (Hindi: अपने हुए पराये, apne hue parāye) ist ein Hindi-Film von Ajit Chakraborty aus dem Jahr 1964.

## Handlung
Rekha kommt aus der gesellschaftlichen Mittelschicht und lebt mit ihrer verwitweten Mutter. Als Rekha fünf Jahre alt ist, stirbt Nalini, eine Freundin ihrer Mutter. Deshalb wird Nalinis Tochter Lata und ihr Dienstmädchen Rampyari bei Rekhas Familie aufgenommen. Rekha ist außerdem mit Shankar befreundet und ist traurig, als er mit seiner Familie nach Kanpur ziehen.
Jahre später ist aus Rekha eine junge Frau geworden. Shankar kehrt als qualifizierter Arzt zurück und hält um die Hand von Rekha an. Bevor die Verlobung stattfindet, findet Rampyari heraus, dass Shankar eine Affäre mit Lata hat. So kommt es zur Heirat zwischen Shankar und Lata.
Hinzu kommt noch der Tod von Rekhas Mutter, der ihr ein Berg von Schulden hinterlässt. Rekha bezahlt die Schulden und lebt nun mit ihrem Diener Fohkat, seinen Sohn Makhan und dessen Frau Misri zusammen.
Rekha findet auch Arbeit, doch sie wird krank. Weshalb Shanker sie auch bittet bei seiner Familie zu leben. Doch Rekha lehnt sein Angebot ab. Erst als Lata sie darum bittet, ändert sie ihre Meinung und zieht mit Fohkat in Shankars Haus – nichts ahnend, dass es in diesem Haus zu einem Mord kommen wird.
Lata wird ermordet und Rekha wird beschuldigt die Mörderin zu sein: Bei der Gerichtsverhandlung spricht alles gegen Rekha, doch kurz darauf stellt sich heraus, dass Latas Magd Rampyari hinter allem steckt und so verlassen Rekha und Shankar den Gerichtssaal.

## Musik
| Lied                                           | Sänger                     |
| ---------------------------------------------- | -------------------------- |
| Bahaar Banke Woh Muskuraaye                    | Lata Mangeshkar            |
| Dupate Ki Girah Mein Bandh Lijiye Mera Dil Hai | Mukesh                     |
| Gagan Ke Chanda Na                             | Lata Mangeshkar, Subir Sen |
| Kabhi Aansu Nikalte Hain                       | Asha Bhosle                |
| Main Bulaya                                    | Lata Mangeshkar            |
| Phir Koi Muskaraya                             | Mukesh                     |
| Qismat Ne Kya Din                              | Lata Mangeshkar            |